# Pararasbora moltrechti
Pararasbora moltrechti är en fiskart som beskrevs av Regan, 1908. Pararasbora moltrechti ingår i släktet Pararasbora och familjen karpfiskar. Inga underarter finns listade i Catalogue of Life.